# Home Nations

Karte des Vereinigten Königreichs mit England, Schottland, Wales und Nordirland

Als Home Nations (deutsch wörtlich Heimatnationen) werden im Englischen die vier Landesteile des Vereinigten Königreichs England, Schottland, Wales und Nordirland bezeichnet. Der Begriff findet gerade in Sportkontexten Anwendung, da die vier Landesteile vielfach über unabhängige Verbände verfügen, beispielsweise im Fußball (siehe dazu Fußball im Vereinigten Königreich), die international gegeneinander antreten. Der Begriffsinhalt kann in manchen Sportarten jedoch leicht variieren: So gibt es etwa im Rugby Union keinen gesonderten nordirischen Verband, sondern die Irish Rugby Football Union vertritt Nordirland und die Republik Irland gemeinsam. In diesen Fällen wird Gesamt-Irland zu den Home Nations gezählt. Sportler aus Kronbesitzungen dürfen für eine Home Nation ihrer Wahl antreten.
Geprägt wurde der Begriff Home Nations insbesondere im Fußball und Rugby Union in Zusammenhang mit dem British Home Championship und dem Home International Championship, die von 1883 an jährlich ausgetragen wurden.